# Estação AACD-Servidor
A Estação AACD–Servidor é uma estação do Metrô de São Paulo. Operada pela ViaMobilidade, pertence à Linha 5–Lilás e foi entregue em 31 de agosto de 2018. Ela passou a facilitar o acesso ao Hospital do Servidor Público Estadual, ao Hospital Edmundo Vasconcelos, ao Parque Ibirapuera, ao bairro de Vila Clementino e à AACD.

## Localização
A estação está localizada na Rua Pedro de Toledo, 1 601, no bairro de Indianópolis, distrito de Moema, ao lado da AACD e do Hospital do Servidor, na Zona Sul de São Paulo. Foi a primeira a, desde sua inauguração, ser operada pela concessionária ViaMobilidade e tinha uma estimativa de demanda de cerca de 22 mil passageiros por dia útil quando foi inaugurada.
Inicialmente, começou a operar em horário reduzido, das 9 às 16 horas. Diferentemente de outras inaugurações desta linha, esta estação contou com cobrança de tarifa desde o início, apesar do horário restrito. Assim como as outras estações, conforme os testes e protocolos de segurança foram avançando, o horário foi ampliado de forma gradual.
É a estação do Metrô de São Paulo mais próxima do Parque Ibirapuera, localizada a apenas 920 metros de distância, em linha reta, do portão 6 daquele parque; e também favorece o acesso rápido ao Centro Olímpico, ao Parque das Bicicletas, ao Hospital Edmundo Vasconcelos, ao Banco de Sangue e ao Tribunal de Contas do Município.
A partir de 15 de setembro de 2018, passou a operar em horário comercial.

## Características
A estação é subterrânea, executada em vala a céu aberto (VCA) com estrutura em concreto aparente e cobertura do acesso principal através de cúpula de aço e vidro, para iluminação natural. Conta com dois acessos, ambos com escadas rolantes nos dois sentidos e elevadores para pessoas com deficiência e mobilidade reduzida. Possui mezanino com bilheterias e distribuição de passageiros, além de duas plataformas laterais.

## Tabela
| Linha   | Terminais                      | Estações | Principais destinos | Duração das viagens (min) | Intervalo mínimo entre trens (s) | Funcionamento                                                                               |
| ------- | ------------------------------ | -------- | --- | ------------------------- | -------------------------------- | ------------------------------------------------------------------------------------------- |
| 5 Lilás | Capão Redondo ↔ Chácara Klabin | 17       | Vila Mariana, Vila Clementino, Ibirapuera, Moema, Indianópolis, Campo Belo, Brooklin, Santo Amaro, Jardim São Luís, Campo Limpo, Capão Redondo | 33                        | 75 (projetado) 165 (atual)       | De domingo à sexta-feira, das 4h40 à meia-noite. Aos sábados, das 4h40 às 1 hora de domingo |

| Sigla | Estação       | Inauguração          | Capacidade     | Integração               | Plataformas | Posição     | Notas     |
| ----- | ------------- | -------------------- | -------------- | ------------------------ | ----------- | ----------- | --------- |
| SER   | AACD–Servidor | 31 de agosto de 2018 | Não confirmada | Bilhete Único da SPTrans | Laterais    | Subterrânea | Concluída |